# Essesteijn
Essesteijn is een woonwijk in het noorden van de Nederlandse plaats Voorburg. Ook staat de boerderij waar de wijk naar genoemd is nog in de wijk.

## Geschiedenis
De wijk is vernoemd naar een van de vele boerderijen die in het verleden in de polder rond het oude dorpscentrum stonden. Deze boerderijen hebben inmiddels plaats moeten maken voor woonwijken, maar boerderij Essesteijn bestaat nog steeds en doet tegenwoordig dienst als kinderboerderij Essesteijn. Essesteijn is de laatste nieuwbouwwijk van de in de jaren vijftig begonnen reeks van stadsuitbreidingen binnen de gemeente. 
Essesteijn bestaat uit 4 buurten die in de jaren zeventig en tachtig zijn gebouwd. In de wijk worden eengezinswoningen afgewisseld met hoogbouw langs de grote wegen. Eind jaren negentig zijn de buurten Sijtwende en Nieuw-Essesteijn gerealiseerd boven de tunnel in de N14.

## Ligging
Essesteijn wordt begrensd door het tracé van RandstadRail in het zuidwesten, de spoorlijn Den Haag - Leiden in het noordwesten, het Sijtwendetracé van de N14 in het noordoosten en de Prins Bernardlaan in het zuidoosten.
Essesteijn is ontsloten door de ligging aan de N14, het nabijgelegen station Den Haag Mariahoeve en metro- en sneltramhalte Voorburg 't Loo. Ook wordt de wijk door twee tramlijnen (lijn 2 en 6) doorkruist.

## Bekend van
- VV Haaglanden (volleybalvereniging)
- De Vlieger, een poldermolen uit 1621. Hij raakte ingebouwd door hoogbouw in Voorburg en werd in de nacht van 16 op 17 oktober 1989 over het spoor heen getild en in het open veld weer opgebouwd.[2]